# ماركوس شروث
ماركوس شروث (بالألمانية: Markus Schroth)‏ (25 يناير 1975 بكارلسروه في ألمانيا - ) هو لاعب كرة قدم ألماني في مركز الهجوم. شارك مع منتخب ألمانيا تحت 21 سنة لكرة القدم وGermany national football Α2 team ‏ وفريق 2006 ‏ ومنتخب ألمانيا ب لكرة القدم ‏. أما مع النوادي، فقد لعب مع ميونخ 1860 ونادي كارلسروه ونادي نورنبرغ ونادي كارلسروه 2 ‏.

## وصلات خارجية
- ماركوس شروث على موقع قاعدة بيانات كرة القدم.إي يو (الإنجليزية)
- ماركوس شروث على موقع بيانات كرة القدم. دي إي (الألمانية)
- ماركوس شروث على موقع عالم كرة القدم.نت (الإنجليزية)